# Anna Ferzetti
Anna Ferzetti (Roma, 24 dicembre 1982) è un'attrice italiana.

## Biografia
Figlia dell'attore Gabriele Ferzetti, studia presso una scuola tedesca della capitale per poi trasferirsi a Londra agli inizi degli anni 2000 e rientrare infine a Roma, sua città natale.

### Vita privata
È compagna dal 2003 dell'attore Pierfrancesco Favino, da cui ha avuto due figlie, Greta (2007) e Lea (2013). La prima ha debuttato al cinema ne I peggiori giorni, film del 2023 in cui compare anche la madre, mentre la seconda ha preso parte a Padrenostro, film del 2020 di cui è protagonista il padre. La Ferzetti, il compagno e le figlie hanno interpretato loro stessi nel terzo episodio della serie Call My Agent, in onda nel 2023 su Sky.

## Filmografia

### Cinema
- Un giorno perfetto, regia di Ferzan Özpetek (2008)
- Due vite per caso, regia di Alessandro Aronadio (2010)
- Sul mare, regia di Alessandro D'Alatri (2010)
- Inside the Stones, regia di Alessio Della Valle (2012)
- St@lker, regia di Luca Tornatore (2014)
- Short Skin - I dolori del giovane Edo, regia di Duccio Chiarini (2014)
- Slam - Tutto per una ragazza, regia di Andrea Molaioli (2016)
- Il colore nascosto delle cose, regia di Silvio Soldini (2017)
- Terapia di coppia per amanti, regia di Alessio Maria Federici (2017)
- Finding Camille, regia di Bindu De Stoppani (2017)
- All my Loving, regia di Edward Berger (2019)
- Domani è un altro giorno, regia di Simone Spada (2019)
- Tutti per 1 - 1 per tutti, regia di Giovanni Veronesi (2020)
- Quarantenni in salita, regia di Bindu De Stoppani (2021)
- 3/19, regia di Silvio Soldini (2021)
- (Im)perfetti criminali, regia di Alessio Maria Federici (2022)
- My Soul Summer, regia di Fabio Mollo (2022)
- I peggiori giorni, regia di Massimiliano Bruno ed Edoardo Leo (2023)
- La storia del Frank e della Nina, regia di Paola Randi (2024)
- Diamanti, regia di Ferzan Özpetek (2024)
- Il nibbio, regia di Alessandro Tonda (2025)
- BFF - Best friends forever, regia di Andrea Fazzini (2025)

### Televisione
- Le ragazze di Miss Italia – film TV (2002)
- Il maresciallo Rocca – serie TV, 1 episodio (2003)
- R.I.S. - Delitti imperfetti – serie TV, episodio 5x05 (2009)
- Puccini – film TV (2009)
- Pane e libertà – film TV (2009)
- La narcotici – serie TV, 2 episodi (2011)
- L'ombra del destino – serie TV (2011)
- Rex – serie TV, 1 episodio (2011)
- Ultimo - L'occhio del falco - film TV (2013)
- Benvenuti a tavola - Nord vs Sud – serie TV, 1 episodio (2013)
- Il Natale della mamma imperfetta – film TV (2013)
- Una mamma imperfetta – serie TV, 1 episodio (2013)
- Il tredicesimo apostolo – serie TV, 11 episodi (2014)
- Amore pensaci tu – serie TV, 2 episodi (2017)
- Skam Italia – serie TV, 5 episodi (2018)
- Rocco Schiavone – serie TV, 8 episodi (2016-2018)
- Nero a metà – serie TV, episodio 1x09 (2018)
- L'amore, il sole e l'altre stelle – film TV (2019)
- Duisburg - Linea di sangue – film TV (2019)
- I segreti del mestiere – film TV (2019)
- Curon – serie TV, 7 episodi (2020)
- Volevo fare la rockstar – serie TV (2022)
- Le fate ignoranti – serie TV (2022)
- Call My Agent - Italia – serie TV, episodio 1x03 (2023)
- Un'estate fa, regia di Davide Marengo e Marta Savina – miniserie TV, 5 episodi (2023)
- Antonia – serie TV (2024)
- Avetrana - Qui non è Hollywood, regia di Pippo Mezzapesa - miniserie TV (2024)

## Teatro
- Ecuba di Euripide, regia di Irene Papas (2003)
- Le troiane di Euripide, regia di Irene Papas (2003)
- La figlia di Iorio di Gabriele D'Annunzio, regia di Maurizio Faraoni (2003)
- La casa di pietra di Vincenzo Ziccarelli, regia di Tonino Pulci (2004)
- Scandalo! di Alberto Bassetti, regia di Francesco Branchetti (2005)
- Sogno di una notte di mezza estate di William Shakespeare, regia di Giorgio Albertazzi (2008)
- Le due sorelle di Alberto Bassetti, regia di Alberto Bassetti e Francesco Verdinelli (2008)
- Dis-Ease/Malattia, testo e regia di Mitridate Minovi (2009)
- Mater, testo e regia di Giovanni De Feudis (2009)
- I Karamazov, adattamento e regia di Marinella Anaclerio (2010)
- Girotondo di Arthur Schnitzler, regia di Paolo Sassanelli (2010)
- Horovitz Suite di Israel Horovitz, regia di Andrea Paciotto (2010)
- Tre famiglie di Israel Horovitz, regia di Andrea Paciotto (2012)
- Il club della ribalta di Bianca Malasecchi, regia di Susy Laude (2012)
- Servo per due di Richard Bean, regia di Paolo Sassanelli e Pierfrancesco Favino (2013)
- La controra, da Anton Čechov, regia di Paolo Sassanelli e Pierfrancesco Favino (2016)
- Bella figura di Yasmina Reza, regia di Roberto Andò (2018)
- Ovvi destini, testo e regia di Filippo Gili (2019)
- Perfetti sconosciuti, testo e regia di Paolo Genovese (2023)[7]

## Programmi TV
- PrimaFestival (2019)
- Nastri d'argento (2019-2020)

## Riconoscimenti
- David di Donatello
  - 2020 – Candidatura alla migliore attrice non protagonista per Domani è un altro giorno[8]
- Nastro d'argento
  - 2019 – Candidatura alla migliore attrice non protagonista per Domani è un altro giorno[9]
- Nastri d'argento - Grandi Serie
  - 2022 – Migliore attrice non protagonista per Le fate ignoranti
- Premio Flaiano
  - 2022 – Miglior interpretazione televisiva per Le fate ignoranti[10]